# Fats Pichon
Walter G. „Fats“ Pichon (* 3. April 1906 in New Orleans; † 25. Februar 1967 in Chicago) war ein US-amerikanischer Jazz-Pianist, Sänger, Arrangeur und Songwriter.

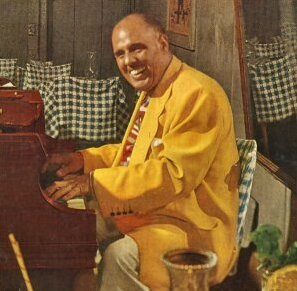
Fats Pichon im Old Absinthe House, 1950er Jahre

## Leben und Wirken
Walter Pichon wuchs in New Orleans auf und lernte als Kind Klavierspiel. Daneben spielte er als Jugendlicher Baritonhorn in den Brass Bands der Stadt, ab 1920 als professioneller Musiker. 1922 zog er in den Norden der USA, gastierte u. a. in New York City und New Jersey, bevor er sich in Boston niederließ und am New England Conservatory of Music studierte. Nach ausgedehnten Tourneen durch die USA und mit den Eleven Aces durch Mexiko Mitte der 20er kehrte er in seine Geburtsstadt zurück und trat dort bis 1928  mit eigenen Bands in Tanzsälen und auf Mississippi-Flussdampfern auf, ferner mit Sidney Desvigne. Bei einem Gastspiel in New York Ende 1928 entstanden erste Aufnahmen unter eigenem Namen, meist als Vokalist mit Novelty-Nummern, begleitet von Luis Russell und anderen Gruppen aus New Orleans.
In den 1930er Jahren hatte Fats Pichon eine eigene Big Band in New Orleans, mit der er auch auf den Flussdampfern spielte; zu seinen Musiker gehörten der junge Dave Bartholomew. Es entstanden jedoch keine Aufnahmen mit dieser Band. In Texas spielte er bei Dusky Stevedores (1929), anschließend mit Elmer Snowden und Fess Williams (1931) in New York, 1935 in Memphis und er ging mit Mamie Smith auf Tour.
In den 1940er Jahren war er lange Zeit Haus-Pianist im Old Absinthe House, einem populären Veranstaltungsort auf der Bourbon Street im French Quarter, wo er bis 1960 auftrat, unterbrochen durch gelegentliche Tourneen durch die USA, Lateinamerika und die Karibik. Ab 1951 übernahm Pinchon die Rolle von Eddie the Waiter, als er den Komiker Eddie Green ersetzte, in einer wöchentlichen Radiokomödie des Senders NBC (Duffy’s Tavern).
Wegen der Verschlechterung seiner Sehfähigkeit trat er in den 1960er Jahren nur noch selten auf. Unter eigenem Namen nahm Pichon im Laufe seiner Karriere nur gelegentlich auf; bei einer Session 1929 entstanden zwei Songs im Trio mit Red Allen und Teddy Bunn, 1946 spielte er zwei unbegleitete Soli ein, vier weitere Stücke 1947 mit einem Trio  (für DeLuxe) und zuletzt ein Trio-Album für Decca Records im Jahr 1956.